# Hoshino Gakki
Hoshino Gakki (星野楽器? lit. Hoshino Musical Instruments) è un'azienda giapponese produttrice di strumenti musicali. Possiede il marchio  Ibanez (chitarre) e Tama (batterie).

## Storia
La Hoshino Company fu fondata nel 1908 da Matsujiro Hoshino originariamente come "Hoshino Shoten", libreria specializzata nella vendita di libri e spartiti musicali, divenuta gradualmente negli anni importatore di strumenti musicali in Giappone. A Matsujiro succedette Yoshitaro Hoshino. Dal 1929 Hoshino importò chitarre spagnole di Salvador Ibáñez e Hijos, un costruttore di Valencia la cui società fu acquistata nel 1933 da Telesforo Julve, sempre di Valencia. Nel 1935 Hoshino iniziò a produrre i suoi strumenti a corde con il nome "Ibanez Salvador", successivamente abbreviato in "Ibanez". La compagnia ebbe una scarsa presenza nel mercato occidentale fino alla metà degli anni sessanta.
Nel 1957 Hoshino Gakki realizzò quella che si può considerare la prima chitarra Ibanez dell'era moderna.
Nel 1962 Junpei Hoshino, figlio di Yoshitaro, aprì la fabbrica Tama Seisakusho per costruire chitarre elettriche e amplificatori. La Tama Seisakusho produsse una linea di chitarre che includeva repliche di varie chitarre famose, inclusa la Martin Dreadnought. Nello stesso periodo produsse le batterie Star, disponibili sia nella versione imperiale che reale.
Nel 1966 Hoshino Gakki smise di produrre chitarre nella fabbrica Tama Seisakusho (mantenendo la produzione di batterie) e da quel momento assegnò la produzione a fabbriche esterne che, verso la metà degli anni sessanta, facevano capo principalmente a Guyatone. All'inizio degli anni settanta la produzione di chitarre era quasi esclusivamente a carico di FujiGen, che rimane una delle principali sedi produttive delle chitarre Ibanez giapponesi.

## Cronologia
- 1908: Matsujiro Hoshino fonda la "Hoshino Shoten", libreria specializzata nella vendita di libri e spartiti musicali, divenuta gradualmente importatore di strumenti musicali
- 1929: Hoshino company crea la Hoshino Gakki Ten Inc. e inizia a importare le chitarre acustiche Salvador Ibáñez dalla Spagna.
- 1935: Hoshino Gakki Ten inizia la propria produzione di chitarre spagnole marchiate "Ibanez Salvador".
- 1945: La fabbrica Hoshino Gakki Ten viene distrutta dai bombardamenti durante la Seconda Guerra Mondiale.
- 1955: Hoshino Gakki Ten costruisce la nuova sede a Nagoya, Giappone, e si dedica alla sola esportazione.
- 1957: Hoshino Gakki Ten inizia a produrre le prime chitarre Ibanez dell'era moderna.
- 1962: Hoshino Gakki Ten apre la fabbrica Tama Seisakusho.
- 1966: Hoshino Gakki Ten sposta esternamente la produzione di chitarre e amplificatori e mantiene internamente la produzione di batterie.
- 1969: Hoshino Gakki Ten sposta la produzione quasi totale di chitarre Ibanez presso il fornitore FujiGen Gakki. Il logo metallico Ibanez sulla paletta viene sostituito da una moderna serigrafia.
- 1971: Hoshino Gakki Ten avvia un canale di distribuzione negli Stati Uniti, nominato Elger, a Bensalem (Pennsylvania).
- 1972: Hoshino Gakki Ten lancia la sua linea di pedaliere Ibanez. Le pedaliere Ibanez sono prodotte su licenza Nisshin Onpa Company, proprietaria del marchio Maxon.
- 1974: Il marchio Tama viene usato nelle batteria prodotte da Hoshino Gakki Ten.
- 1975: Viene lanciata "The Artist range" (Ibanez Iceman era originariamente chiamata Artist 2663) con design originale by Hoshino Gakki Ten (Ibanez), Kanda Shokai (Greco) and FujiGen Gakki.
- 1980: Elgar diventa Hoshino USA Inc.
- 1981: Hoshino Gakki Ten diventa Hoshino Gakki, nasce Hoshino Gakki Mfg (con sede presso TAMA Seisakusho).
- 1982: Hoshino Gakki avvia Hoshino Gakki Hanbai per il mercato domestico giapponese.
- 1987: Hoshino Gakki apre gli uffici Hoshino a Los Angeles.
- fine anni ottanta: Hoshino Gakki impiega produttori coreani e giapponesi e successivamente cinesi e indonesiani.
- 1990: Hoshino Gakki avvia Hoshino (U.S.A.) Los Angeles Branch.
- 2005: Hoshino Gakki apre l'ufficio di rappresentanza a Qingdao, Cina.

## Marchi
- Camco Drum Company
- Cimar
- Ibanez
- Matao guitar
- Penco Guitars
- Tama Drums
- Starfield

## Fornitori storici
- Salvador Ibáñez
- Guyatone
- Kiso Suzuki Violin
- FujiGen
- Maxon